# كلية الآداب (جامعة البصرة)
كلية الآداب (جامعة البصرة)؛ هي كلية عراقية تأسست عام 1964 مع ثلاث كليات أخرى، وهي: كلية الحقوق (كلية القانون حاليا) وكلية العلوم، وكلية الهندسة. شكلت هذه الكليات جميعاً النواة الأولى لجامعة البصرة.
ضمت الكلية في البدايات أربعة أقسام هي: اللغة العربية وآدابها، واللغة الإنكليزية وآدابها، والتاريخ، والاقتصاد، تطورت الدراسة بعد ذلك في الكلية فألغي قسم الاقتصاد وصار نواةً لكلية الإدارة والاقتصاد، واستحدث قسم الجغرافية، وأضيف للكلية في سنة 1983 قسم المكتبات والمعلومات. وفي سنة 1990 أضيف قسم الفلسفة، وفي سنة 2002 افتتح قسم الترجمة و أصبحت الكلية بذلك تضم سبعة أقسام.
بدأت الكلية بمنح درجات الدراسات العليا في العام الدراسي 1978ـ 1979 وذلك في قسم اللغة الإنجليزية ، ثم في قسمي التاريخ واللغة العربية في سنة 1980-1981. إضافة إلى قسم الجغرافية في عام 1985.

## وصلات خارجية
موقع الكلية